# Таврический переулок (Санкт-Петербург)
Таври́ческий переу́лок — переулок в Центральном районе Санкт-Петербурга. Проходит от Таврической улицы до Лафонской улицы. Участок западнее Кавалергардской улицы отсутствует.

## История
Первоначально — Подгорная улица (с 1800 года). Проходила от Таврической до Ставропольской улицы. Название связано с тем, что улица располагалась на скате высокого берега Невы.

С 1821 по 1883 год — Подгорный переулок.

С 1836 по 1846 год — Подгорочная улица.

В 1828—1883 годах в состав улицы иногда включался участок от Ставропольской улицы до площади Растрелли. 

На плане 1858 года в состав проезда включена современная улица Смольного.

В 1889—1900 годах участок от Таврической до Кавалергардской улицы носил название Бызымянная улица.

Современное название присвоено 3 декабря 1956 года. Название дано по Таврической улице.

В 1984 году присоединена Чесменская улица.

Участок, примыкавший с запада к Кавалергардской улице, упразднён 26 июня 1985 года.

## Объекты
- Главная водопроводная станция
- Управление ГУП «Водоканал»
- дом 13 — АЗС «ПТК»
- дом 15 — ЦНИИ Морского флота
- Кикины палаты

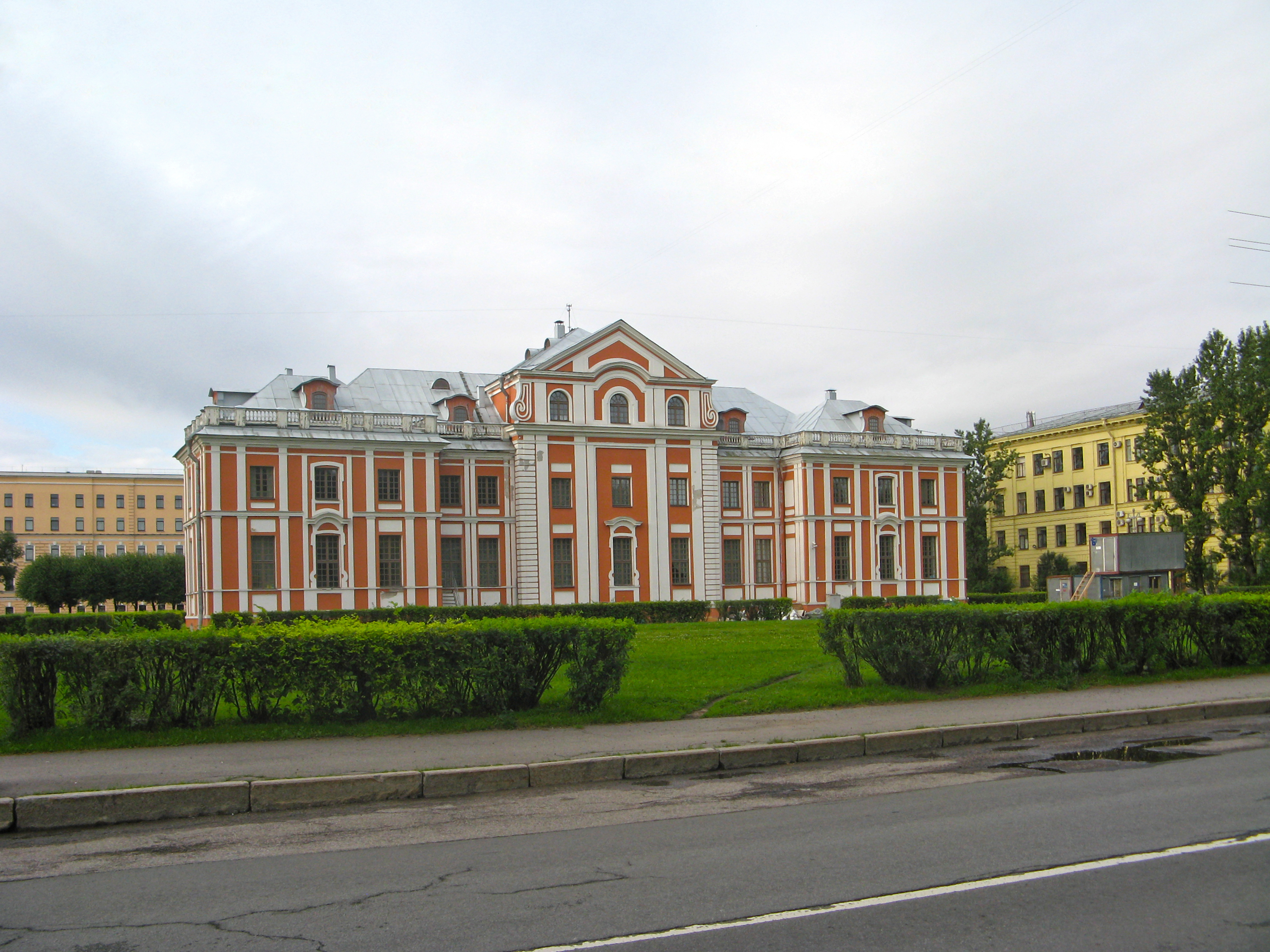
Кикины палаты, вид из Таврического переулка

- Российский институт радионавигации и времени